# Montmerle-sur-Saône
Montmerle-sur-Saône és un municipi francès situat al departament de l'Ain i a la regió d'Alvèrnia-Roine-Alps. L'any 2007 tenia 3.795 habitants.

## Demografia

### Població
El 2007 la població de fet de Montmerle-sur-Saône era de 3.795 persones. Hi havia 1.446 famílies de les quals 328 eren unipersonals (126 homes vivint sols i 202 dones vivint soles), 456 parelles sense fills, 573 parelles amb fills i 89 famílies monoparentals amb fills.
La població ha evolucionat segons el següent gràfic:
Habitants censats

### Habitatges
El 2007 hi havia 1.589 habitatges, 1.459 eren l'habitatge principal de la família, 54 eren segones residències i 76 estaven desocupats. 1.252 eren cases i 336 eren apartaments. Dels 1.459 habitatges principals, 1.009 estaven ocupats pels seus propietaris, 421 estaven llogats i ocupats pels llogaters i 30 estaven cedits a títol gratuït; 15 tenien una cambra, 114 en tenien dues, 231 en tenien tres, 449 en tenien quatre i 651 en tenien cinc o més. 1.097 habitatges disposaven pel capbaix d'una plaça de pàrquing. A 631 habitatges hi havia un automòbil i a 720 n'hi havia dos o més.

### Piràmide de població
La piràmide de població per edats i sexe el 2009 era:
| Homes | Edats   | Dones |
| ----- | ------- | ----- |
| 0     | 95 o +  | 16    |
| 4     | 90 a 94 | 12    |
| 12    | 85 a 89 | 24    |
| 20    | 80 a 84 | 32    |
| 48    | 75 a 79 | 68    |
| 48    | 70 a 74 | 68    |
| 52    | 65 a 69 | 92    |
| 72    | 60 a 64 | 72    |
| 77    | 55 a 59 | 52    |
| 88    | 50 a 54 | 85    |
| 116   | 45 a 49 | 108   |
| 144   | 40 a 44 | 104   |
| 84    | 35 a 39 | 120   |
| 68    | 30 a 34 | 84    |
| 80    | 25 a 29 | 84    |
| 84    | 20 a 24 | 68    |
| 104   | 15 a 19 | 97    |
| 100   | 10 a 14 | 124   |
| 84    | 5 a 9   | 92    |
| 52    | 0 a 4   | 72    |

## Economia
El 2007 la població en edat de treballar era de 2.394 persones, 1.835 eren actives i 559 eren inactives. De les 1.835 persones actives 1.688 estaven ocupades (906 homes i 782 dones) i 146 estaven aturades (57 homes i 89 dones). De les 559 persones inactives 193 estaven jubilades, 190 estaven estudiant i 176 estaven classificades com a «altres inactius».

### Ingressos
El 2009 a Montmerle-sur-Saône hi havia 1.471 unitats fiscals que integraven 3.797,5 persones, la mediana anual d'ingressos fiscals per persona era de 20.124 €.

### Activitats econòmiques
Dels 166 establiments que hi havia el 2007, 1 era d'una empresa extractiva, 6 d'empreses alimentàries, 2 d'empreses de fabricació de material elèctric, 14 d'empreses de fabricació d'altres productes industrials, 24 d'empreses de construcció, 33 d'empreses de comerç i reparació d'automòbils, 6 d'empreses de transport, 14 d'empreses d'hostatgeria i restauració, 3 d'empreses d'informació i comunicació, 13 d'empreses financeres, 5 d'empreses immobiliàries, 18 d'empreses de serveis, 19 d'entitats de l'administració pública i 8 d'empreses classificades com a «altres activitats de serveis».
Dels 47 establiments de servei als particulars que hi havia el 2009, 1 era una gendarmeria, 1 oficina de correu, 3 oficines bancàries, 2 tallers de reparació d'automòbils i de material agrícola, 1 autoescola, 5 paletes, 2 guixaires pintors, 2 fusteries, 7 lampisteries, 4 electricistes, 4 perruqueries, 1 veterinari, 9 restaurants, 2 agències immobiliàries, 1 tintoreria i 2 salons de bellesa.
Dels 13 establiments comercials que hi havia el 2009, 1 era una gran superfície de material de bricolatge, 4 fleques, 2 carnisseries, 2 llibreries, 2 botigues de roba i 2 floristeries.
L'any 2000 a Montmerle-sur-Saône hi havia 9 explotacions agrícoles que ocupaven un total de 18 hectàrees.

## Equipaments sanitaris i escolars
L'únic equipament sanitari que hi havia el 2009 era una farmàcia.
El 2009 hi havia 1 escola maternal i 2 escoles elementals.

## Poblacions properes
El següent diagrama mostra les poblacions més properes.